# Konrad Wimpina
Konrad Wimpina, właściwie Konrad Koch (ur. ok. 1460 w Buchen (Odenwald); zm. 17 maja 1531 w Amorbach) – niemiecki humanista i teolog rzymskokatolicki. W latach 1479–1485 studiował na Uniwersytecie w Lipsku. W 1506 rektor-założyciel Uniwersytetu Viadrina we Frankfurcie nad Odrą.

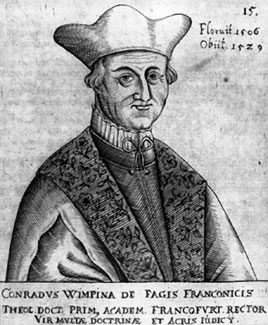
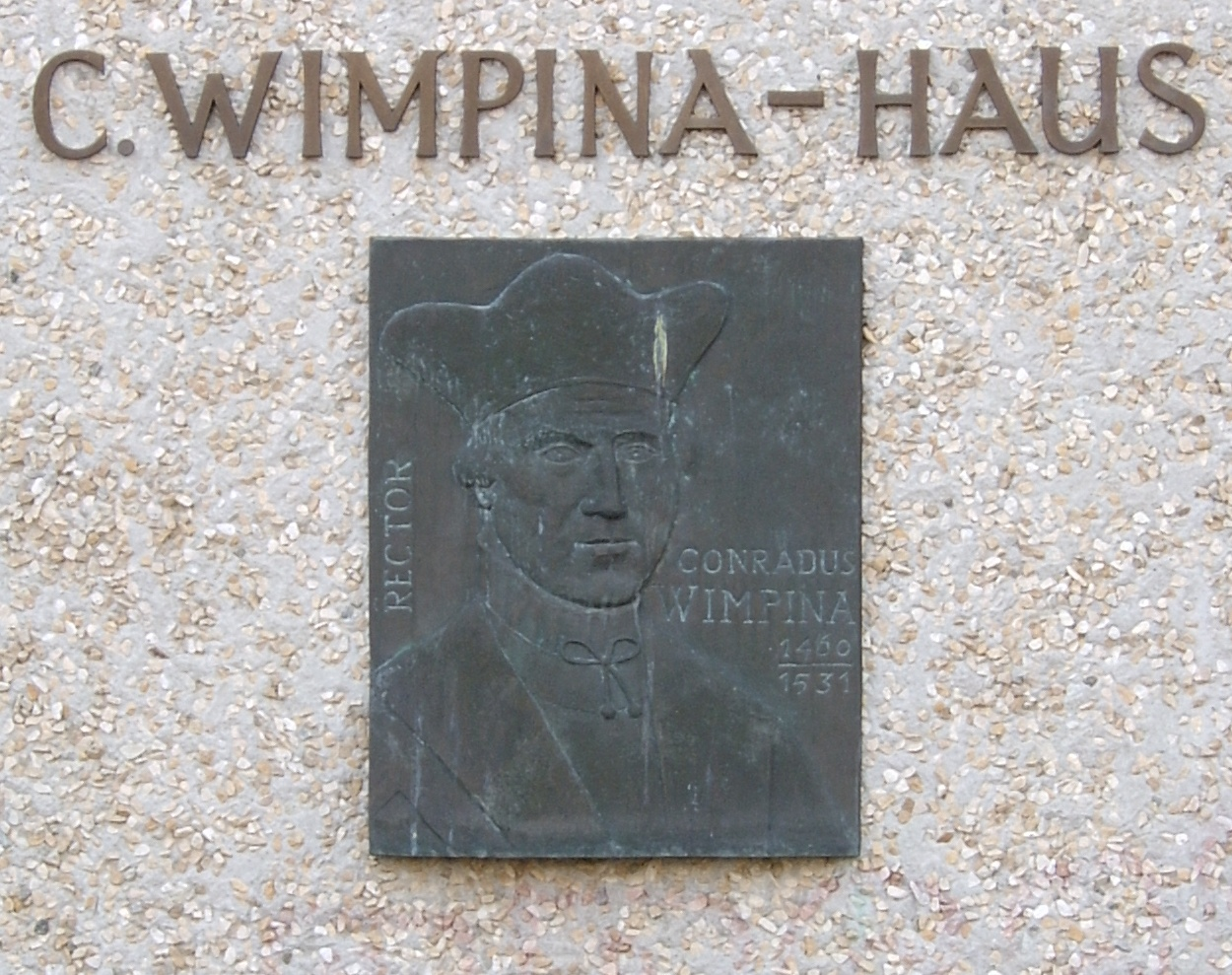
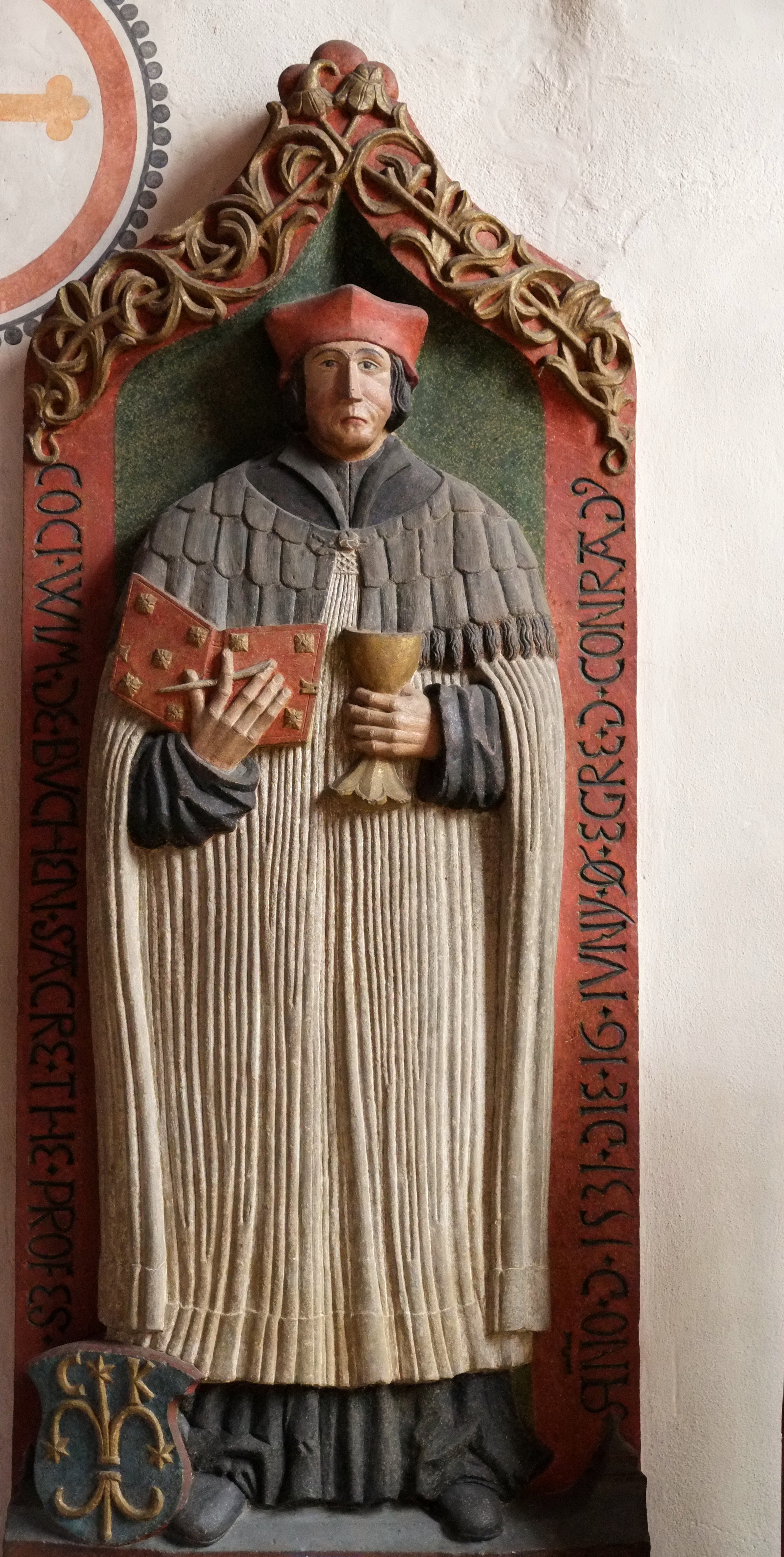